# Сибир, Монамур (филм)
Сибир, Монамур (на руски: Сибирь, Монамур) е руски драматичен филм от 2011 година на режисьора Вячеслав Рос.

## Сюжет
Старецът Иван и седемгодишният му внук Льошка, живеят в забравено от Бога място наречено Монамур, някъде в сибирската тайга. На километри около тях е пусто, с изключение на подивелите и кръвожадни песове, готови да разкъсат и човек от глад. И двамата все още таят надежда, че бащата на Льошка, когото не са виждали от две години, ще се върне някой ден. Техният близък Юра ги посещава, но на път обратно към дома, е нападнат и разкъсан от глутница кучета, пред очите на стария Иван.

## Актьорски състав
- – Пьотър Зайченко
- – Михаил Процко
- – Сергей Новиков
- – Лидия Байрашевска
- – Николай Козак
- – Максим Емелянов
- – Соня Рос
- – Сергей Пускепалис
- – Юри Гумиров
- – Мариана Шулц
- – Сергей Цепов
- – Юрис Лауцинш
- – Вячеслав Ковальов
- – Олга Кузмина
- – София Скурихина
- – Стефания Скурихина
- – Саркис Амирзян
- – Олга Яблонска

## Награди и номинации
Филмът е носител на множество награди, сред които: Златна тайга; Награда за най-добър чуждестранен филм от Римския независим кинофестивал; Награда за най-добър млад режисьор (Вячеслав Рос) от Бруклинския международен кинофестивал; Награда Luna de Valencia за най-добър филм; Награда за най-добър режисьор от Тофифест в Торун, Полша и много други.